# 蕭崇之
萧崇之（5世紀—486年），字茂敬，南北朝南兰陵郡兰陵县中都乡中都里人。萧道赐之子，南梁武帝萧衍的三叔。

## 生平
萧崇之干练有能力，为政严厉，官至冠军将军、東陽郡（今浙江省金华市）太守。永明四年（486年）正月，钱唐人唐寓之反齐，派遣同黨高道度攻破东阳，萧崇之遇害。萧梁天监初年，追谥忠简侯。

## 家庭

### 妻妾
- 妻：毛氏，拜吳平國太夫人，生萧昺[3]。
- 妾：王氏（461年－488年），字寶玉，吳郡嘉興縣曇溪里人，建元元年（479年）被納為侧室，生萧昂[4]

### 子女
- 長子：吳平忠侯萧昺
- 第二子[5]：萧昌
- 第三子[5]：湘陰恭侯萧昂
- 第四子[5]：恭子萧昱，一名曇[6][7]